# Болгарская коммунистическая партия
Болга́рская коммунисти́ческая па́ртия (болг. Българска комунистическа партия) — политическая партия в Болгарии.

## История

### 1890—1944 годы

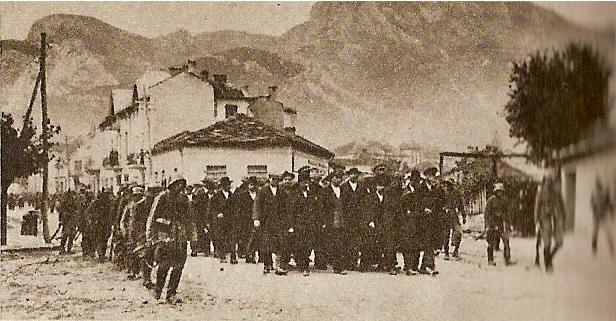
Арестованные участники Сентябрьского восстания 1923 года

Первые кружки по изучению марксизма в Болгарии возникли в 1890 году, в июле 1891 года по инициативе первого болгарского марксиста Димитра Благоева была создана Болгарская социал-демократическая партия (БСДП) из социал-демократических кружков Тырнова, Габрова, Сливена, Стара-Загоры, Казанлыка и других городов.
В соответствии с решением 2-го съезда партии, в августе 1892 года был начат выпуск газеты «Работник» (официального издания партии).
В 1894 БСДП объединилась с Болгарским социал-демократическим союзом (БСДС) в Болгарскую рабочую социал-демократическую партию (БРСДП). В руководстве объединённой партии большое влияние приобретает Янко Иванов Сакызов (Сакъзов) и другие, чей стиль политики был в дальнейшем определён как оппортунистический.
В январе 1897 г. началось издание журнала «Ново време», редактором которого стал Д. Благоев.
В соответствии с решением 4-го съезда партии, в июле 1897 г. началось издание газеты «Работнически вестник».
В 1900 году вокруг журнала «Общо дело» под редакцией Сакызова происходит объединение группы сторонников Сакызова (получившей название «общедельцы»), результатом возникших идейных и тактических разногласий стал раскол БРСДП в июле 1901 года. В 1903 году происходит разделение БРСДП и создание Болгарской рабочей социал-демократической партии тесных социалистов (выступали против включения буржуазии в партию) — БРСДП (т. с.), являлась одной из партий левого крыла Второго Интернационала.
В июле 1904 года тесняки создали Общерабочий профессиональный союз, однако в целом, ориентировались на работу среди рабочих и недооценивали роль крестьянства.
В 1905—1907 гг. тесняки принимали активное участие в стачечном движении (в том числе, в организации крупнейшей в Болгарии Перникской стачки углекопов, которая продолжалась с 18 июня до 24 июля 1906 года).
В период Балканских войн и первой мировой войны БРСДП (т. с.) руководилась Благоевым, Кирковым, Коларовым, Димитровым и Кабакчиевым.
В 1912 году был создан Союз рабочей социал-демократической молодёжи, вошедший в сферу влияния БРСДП (т.с.).
С весны 1913 года БРСДП (т. с.) выступала с осуждением Второй Балканской войны между странами, ещё недавно бывшими союзниками по антитурецкой коалиции (6 апреля 1913 была опубликована программная статья, а 1 мая 1913 — манифест с разъяснением позиции ЦК БРСДП (т. с.) за подписью Д. Благоева).
После начала первой мировой войны, партия выступала против вступления Болгарии в войну, а депутаты БРСДП (т.с.) голосовали в парламенте против предоставления правительству военных кредитов).
В феврале 1915 года тесняки провели в Софии общебалканский антивоенный митинг.
В сентябре 1917 года среди болгарских военнопленных в уездном городе Инсар Пензенской губернии начал действовать марксистский кружок «Революция», который возглавил Георгий Михайлов-Добрев.
В октябре 1917 года на территории Российской империи насчитывалось 300 тыс. болгарских колонистов (в основном, потомки тех, кто переселился в Россию в XVIII — первой половине XIX вв., когда болгарские земли находились под властью Османской империи), до 15 тыс. болгарских сезонных сельхозрабочих («огородников») и свыше 1,5 тыс. болгарских военнопленных.
25-26 октября 1917 несколько болгарских коммунистов принимали участие в восстании в Петрограде (В. Г. Геров в составе Выборгского красноармейского отряда принимал участие в штурме Зимнего дворца, П. Таушанов — в захвате городской телефонной станции, И. Николов — во взятии Пересыльной тюрьмы).
В мае 1918 года в Москве была создана Южнославянская группа РКП(б), из состава которой 15 октября 1918 года была выделена Болгарская группа РКП(б), объединявшая болгарских коммунистов в Советской России. Болгарская группа входила в Федерацию иностранных групп РКП(б) и координировала группы Петрограда, Москвы, Липецка, Саратова, Царицына и ещё несколько групп в других городах.
В конце апреля 1919 года возникла болгарская коммунистическая группа в Одессе (в период с 1 мая до 2 августа 1919 года выпустившая девять номеров газеты «Комуна» на болгарском языке), курьер которой Х. Боев установил связь между коммунистами Болгарии и Советской Россией.
Болгарские интернационалисты участвовали в гражданской войне, около 40 из них были награждены орденом Красного Знамени.
Партия стала пропагандистом идей Октябрьской социалистической революции в Болгарии.
БРСДП (т.с.) приняла активное участие в создании III Интернационала и вступила в его состав с момента создания в марте 1919 года.
25-27 мая 1919 года в Софии состоялся XXII съезд БРСДП (т. с.) (I съезд БКП), на котором БРСДП (т. с.) была переименована в Болгарскую коммунистическую партию тесных социалистов.
В течение 1919 года БКП участвовала в стачечной борьбе, результатом которой стало установление 8-часового рабочего дня (указ от 24 июня 1919 года). Кроме того, летом 1919 года партия начала массовую кампанию «Руки прочь от Советской России!» (с требованием дипломатического признания РСФСР и невмешательства во внутренние дела РСФСР). В ходе кампании докеры Бургаса отказались грузить на прибывшие в порт корабли оружие для армии Деникина.
Кульминацией стачечной борьбы БКП стали 7-дневная Всеобщая политическая стачка в декабре 1919 года, а также Всеобщая политическая стачка железнодорожников и работников связи, которая продолжалась 55 дней (в декабре 1919 — феврале 1920 года). На выборах 1919 года БКП получила 120 тыс. голосов избирателей.
К концу 1919 года численность БКП (т. с.) составляла 35 476 человек.
После разгрома Всеобщей политической стачки железнодорожников и работников связи, в 1920 году в составе партии была создана Военная организация БКП.
В мае-июне 1920 года состоялся II съезд партии, который принял программу партии и тактику работы партии в окружных и общинных советах.
В мае 1921 года в Софии состоялся III съезд партии, на котором было принято решение о укреплении союза с крестьянством. В это время общая численность партии составляла 37 191 человек.
В июне 1921 года правительство Болгарии разрешило допуск в страну военнослужащих армии Врангеля. В дальнейшем, во второй половине 1921 года в страну прибыло 24 тыс. солдат и офицеров, которые были размещены в основном в казармах демобилизованной болгарской армии. В Тырново был создан штаб, который возглавил генерал А. П. Кутепов, также начала деятельность «военная миссия», которую возглавил генерал В. Е. Вязьмитинов. В сентябре 1921 года БКП были созданы нелегальные группы в Софии, Пловдиве, Горной-Оряховице, Плевене, Старой Загоре, задачей которых являлась работа с белоэмигрантами).
6 — 7 октября 1921 делегаты БКП участвовали в работе международной конференции коммунистических партий стран Центральной и Юго-Восточной Европы. БКП поддержала принятые конференцией решения — оказать помощь голодающим в России, не допустить перевозку правительствами балканских стран оружия к границам Советской России, организовать движение протеста против белого террора в Югославии.
В марте — апреле 1922 года болгарские коммунисты начали кампанию по изгнанию из страны штабов армии Врангеля, ликвидации созданных при них военно-полевых судов, разоружению подразделений армии Врангеля и возвращению белоэмигрантов в СССР. Среди военнослужащих распространяли постановление Президиума ВЦИК от 3 ноября 1921 года о амнистии рядовым солдатам и казакам белых армий. 6 мая 1922 года в Болгарии был создан «Союз возвращения на родину», с 24 мая 1922 года союзом был начат выпуск газеты «На родину». К концу июня 1922 года в Болгарии действовали 49 отделений союза, объединявших 4 тыс. членов. В результате кампании, только в 1922 году из Болгарии в СССР вернулись свыше 5800 эмигрантов. В июле 1923 правительство Болгарии запретило деятельность «Союза возвращения на родину» и начало аресты его активистов. Всего в период до окончания деятельности союза из Болгарии в СССР репатриировались не менее 11 тыс. бывших подданных Российской империи.
Болгарские коммунисты приняли участие в подписке на международный рабочий заём на восстановление хозяйства Советской России, они собрали и переслали 10 тысяч долларов США. Кроме того, в 1922 году БКП организовала кампанию по сбору помощи голодающим Поволжья, в результате которой в 1922 году в СССР было отправлено 200 вагонов пшеницы.
В июне 1922 года состоялся IV съезд партии.
На выборах 1923 года БКП получила 204 тыс. голосов избирателей, однако 9 июня 1923 года в результате военного переворота правительство А. Стамболийского было свергнуто и к власти пришло правительство Александра Цанкова. Первоначально, руководство партии восприняло переворот нейтрально, оценив как «проявление борьбы между городской и сельской буржуазией» (хотя в дальнейшем это решение было признано ошибочным).
5-7 августа 1923 года БКП приняла решение начать подготовку к вооружённому восстанию. Со стороны Коминтерна было получено одобрение на начало восстания. Коммунисты подготовили и инициировали Сентябрьское восстание 1923 года против диктатуры правительства Александра Цанкова, но были разгромлены и понесли большие потери.
В январе 1924 года правительство Болгарии приняло «Закон о защите государства», а 1 апреля 1924 года запретило деятельность БКП.
17 — 18 мая 1924 года на горе Витоша прошла 1-я нелегальная конференция БКП («Витошская конференция»).
16 апреля 1925 года во время отпевания генерала Константина Георгиева партия совершила террористический акт с целью убийства царя, во время которого сильно пострадал Собор Святой Недели и погибло около 150 человек.
В 1926 году в результате акции МОПР с требованием освобождения арестованных болгарских коммунистов правительством Болгарии был освобождён один из руководителей компартии Х. Кабакчиев.
20 февраля 1927 года в соответствии с решением руководства БКП была создана легальная Болгарская рабочая партия, в 1928 году был создан Рабочий молодёжный союз. Было принято решение, что в изменившихся условиях партия должна сосредоточить усилия на защите повседневных экономических и политических интересов рабочих и крестьян, накапливание сил и упрочение связей с массами.
С началом Великой депрессии и осложнением социально-экономической обстановки в стране популярность БРП возрастает, численность партии увеличивается. В 1932 году численность партии составляла 35 тыс. человек. В этом же году партия с успехом участвовала в общинных выборах.
В сентябре — декабре 1933 года в Германии состоялся Лейпцигский процесс, на котором нацисты предприняли попытку обвинить болгарских коммунистов в поджоге здания рейхстага.
После начала войны в Испании, в 1936—1939 гг. БКП участвовала в оказании помощи Испанской республике.
- в Болгарии был организован сбор денежных средств на помощь Испанской республике[16]
- в Праге было открыто бюро, которое занималось организацией и отправкой добровольцев для участия в войне на стороне Испанской республики (бюро возглавил Любчо Ханджиев)[17]
- среди 460 болгарских интернационалистов, воевавших на стороне Испанской республики, большинство составляли болгарские коммунисты[18] (Захари Захариев, Петр Попов Панчевский[19], Нено Енев[20] и др.). Основная часть болгар воевала в батальоне им. Димитрова, 150 из них погибли[16].

В марте 1938 года состоялись выборы в Народное собрание, в парламенте возникла фракция из шести депутатов коммунистической партии. Также, в 1938 году руководство партии приняло решение об объединении Болгарской коммунистической партии и Болгарской рабочей партии в Болгарскую рабочую партию.
Болгарская коммунистическая партия осудила Мюнхенское соглашение, аннексию Судетской области и немецкую оккупацию Чехословакии в марте 1939 года. 17 марта 1939 года в Софии была организована студенческая демонстрация протеста, которая предприняла попытку пройти к чехословацкому посольству, но была остановлена полицией (при этом полицейские избили резиновыми палками и задержали 73 демонстранта).
В годы Второй мировой войны болгарские коммунисты принимали активное участие в антифашистской борьбе, однако в период с 1 сентября 1939 года по 22 июня 1941 года партия действовала легальными средствами (приоритетными направлениями деятельности являлись организационно-массовая работа и ведение антифашистской агитации).
К весне 1940 года партия укрепила позиции в профсоюзах и демонстрация 1 мая 1940 прошла в основном под лозунгами БКП.
В июне 1940 года партия организовала стачку рабочих табачной промышленности Пловдива, Асеновграда и Дупницы, а также стачку рабочих текстильной промышленности Софии, Сливена, Кюстендила и др. городов. В результате, правительство Болгарии было вынуждено на 15 % поднять заработную плату.
Также, в 1940 году болгарские коммунисты провели Соболевскую акцию в поддержку СССР (однако впоследствии многие участники были репрессированы по закону о защите государства).
Один из самых известных антифашистов того времени был знаменитый болгарский поэт Никола Вапцаров. Он был сослан в Годече за сбора подписей в Разлогском округе и агитацию в пользу СССР. На суде было предъявлено как улика одно из его самых известных стихотворений − «Крестьянская хроника» (болг. Селска хроника). Она заканчивалась стихом:
| Селска хроника    | Крестьянская хроника  |                 |
| …                 | …                     |                 |
| Та казвам аз,     | А говорю я            |                 |
| понеже няма       | так, как нет          |                 |
| олио              | подсолнечного масла   |                 |
| и хлябът е        | и хлеб                |                 |
| от мъката по-чер, | чернее наших мучений, |                 |
| един е лозунга:   | один есть лозунг:     |                 |
| Терора долу!      | Долой террор!         |                 |
| Съюз със СССР!    | Союз с СССР!          | Никола Вапцаров |

1 марта 1941 года Болгария присоединилась к Тройственному пакту.
Вслед за этим, 6 марта 1941 года Г. Димитров выступил с декларацией о необходимости начать национально-освободительную борьбу против фашизма
22 июня 1941 года руководство Болгарской рабочей партии (легального крыла БКП) выступило с воззванием, в котором призвало болгарский народ «к борьбе против германского фашизма и поддержке справедливой борьбы СССР»
26 июня 1941 года в районе города Разлог был создан первый партизанский отряд, командиром которого стал Никола Парапунов («Владо»), секретарь окружного комитета БРП в городе Горна-Джумая
В дальнейшем, Боевые группы БКП уничтожали военное производство и коммуникации страны, использованные прогерманским болгарским правительством против СССР, и известных болгарских коллаборационистов.
Летом 1942 года БРП(к) был создан Отечественный фронт.
В марте 1943 года на основе партизанских отрядов была создана Народно-освободительная повстанческая армия.
Несмотря на потери, в годы войны численность БРП увеличивалась: с 3,4 тыс. чел. в 1939 году до 25 тыс. в 1944 году.

### 1944—1990 годы

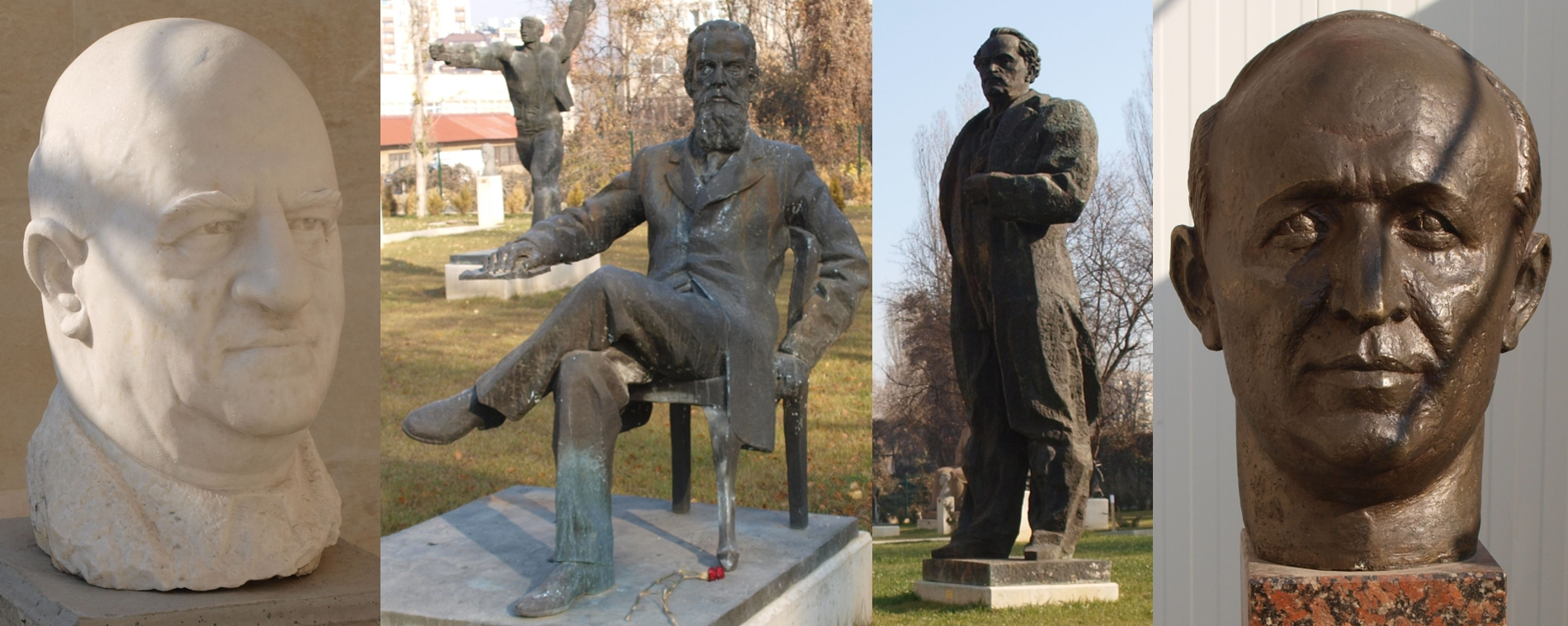
Бюсты и памятники Васила Коларова, Димитра Благоева, Георгия Димитрова и Тодора Живкова в Музее социалистического искусства

26 августа 1944 года ЦК БРП разослал партийным организациям письмо, в котором предписало им предпринимать действия, направленные на свержение правительства И. Багрянова. Начавшиеся в стране народные выступления привели к падению правительства Багрянова и формированию правительства К. Муравиева. Последнее в условиях накаливания политической обстановки запретило деятельность партий Отечественного фронта.

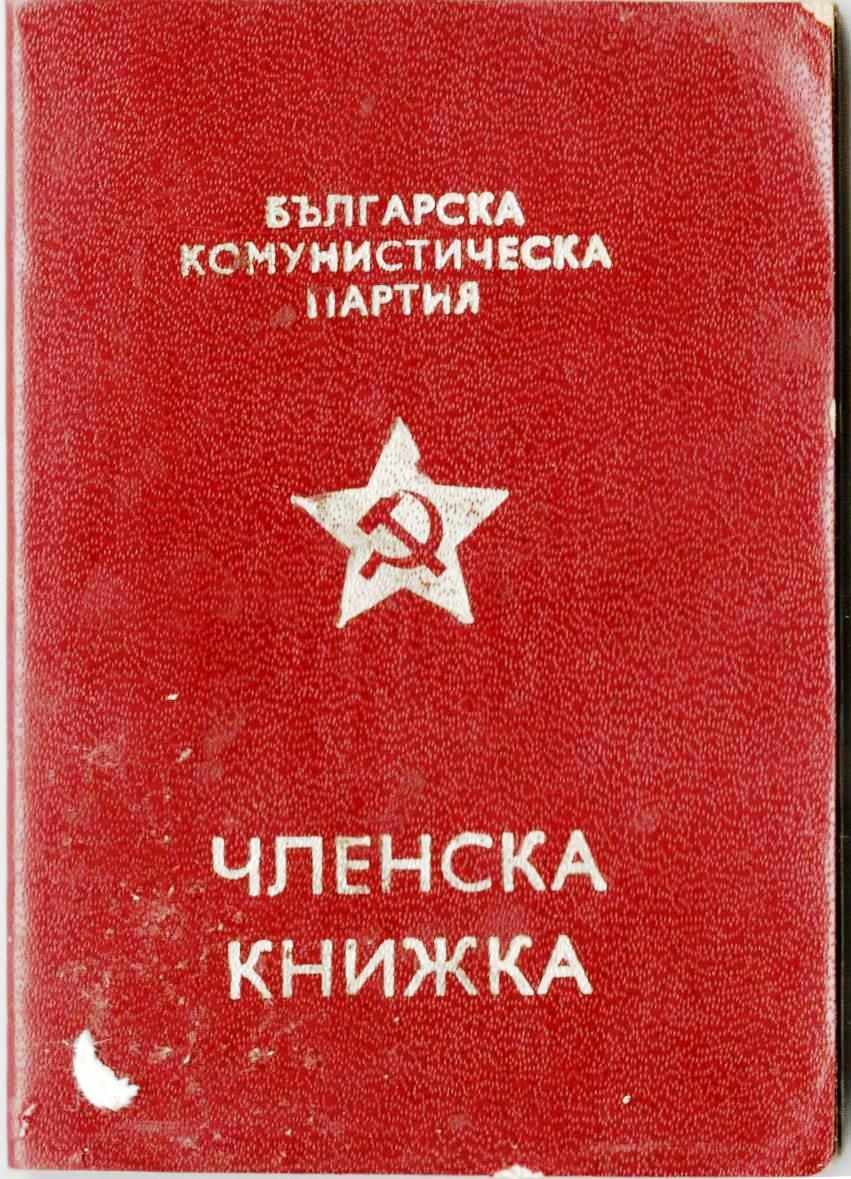
Партбилет члена БКП

6 сентября 1944 года, за два дня до вступления Советской Армии в Болгарию, в Софии началась политическая стачка и манифестации, проводимые под руководством Отечественного фронта. По приказу Главного штаба Народно-освободительной армии повстанческие бригады и отряды спускались с гор и занимали стратегические пункты. В ряде городов и сёл устанавливалась власть Отечественного фронта.
В ночь на 9 сентября в Софии началось вооружённое восстание, в котором участвовало порядка 25 000 членов БРП(к). В результате правительство БЗНС, которое вело переговоры о выходе страны из войны, было свергнуто, было образовано правительство Отечественного фронта во главе с К. Георгиевым, в которое вошли Болгарская рабочая партия (коммунисты), БЗНС «Пладне» и ПК «Звено». БРП(к) обеспечила участие армии в войне против Германии и её союзников, около 300 тысяч болгарских солдат воевали на территории Югославии, Венгрии и Австрии вместе с советскими войсками.
В послевоенный период БРП(К) начала народно-демократические преобразования в стране: проведена аграрная реформа, принят закон о национализации промышленности и банков; были ликвидированы фашистские организации, из государственного аппарата и армии удалялись противники социалистических преобразований. В сентябре 1946 по итогам референдума была упразднена монархия и Болгария объявлена «народной республикой».
В мае — августе 1948 Социал-демократическая партия широких социалистов (БРСДП ш. с.) вошла в состав БРП(К) на основе признания идейных и организационных принципов последней. После этого единственной партией кроме БРП(к) в стране осталась БЗНС, признававшая «руководящую роль БРП(к)».
18-25 декабря 1948 года в Софии состоялся V съезд БКП, на котором было принято решение о переименовании БРП(к) в Болгарскую коммунистическую партию (БКП). К концу декабря 1948 года численность БКП составила 496 тыс. человек
25 февраля — 3 марта 1954 года в Софии состоялся VI съезд БКП.
Вскоре после XX съезда КПСС, на состоявшемся в апреле 1956 пленуме ЦК БКП, был осужден культ личности и намечены меры по ликвидации его последствий.
Под руководством БКП Болгария в течение 10 лет превратилась из аграрной в индустриально-аграрную страну.
2-7 июня 1958 года в Софии состоялся VII съезд БКП.
По состоянию на 1 января 1961 года, общая численность БКП составляла 515 175 членов и кандидатов в члены партии.
На состоявшемся 28-29 ноября 1961 пленуме ЦК БКП постановил, что в Болгарии борьба против культа личности И. Сталина и В. Червенкова не была доведена до конца и под предлогом игнорирования решений апрельского (1956) пленума ЦК вывел Червенкова из состава Политбюро ЦК БКП.
5-14 ноября 1962 года в Софии прошёл VIII съезд БКП.
Весной 1965 года группа сталинистских политиков предприняла попытку переворота с целью отстранения Живкова от власти и установления режима, ориентированного на маоистскую КНР. Однако заговор был раскрыт и подавлен органами госбезопасности.
14-19 ноября 1966 года в Софии прошёл IX съезд БКП.
В конце 1969 года численность БКП составляла 672 тысяч человек.
В апреле 1971 года прошёл X съезд БКП, который принял новую программу партии и поставил задачу построения в Болгарии развитого социалистического общества.
По состоянию на 1 января 1986 года численность БКП составляла 932 тысячи человек (из которых 44,4 % составляли рабочие, 33,5 % — служащие и 16,3 % — крестьяне и работники сельского хозяйства).
В апреле 1986 года состоялся XIII съезд БКП, на котором была принята стратегия развития страны до 2000 года.
После начала перестройки и развала социалистического лагеря партия вошла в тяжёлый кризис. 3 апреля 1990 года была переобразована в Болгарскую социалистическую партию. Ряд коммунистов, не согласных с этим, создали собственные партии, самая крупная из которых — Коммунистическая партия Болгарии, руководимая А. Пауновым.

## Руководство
Пост генерального секретаря как формального лидера партии был введён на V съезде Болгарской Коммунистической партии, состоявшемся 18—25 декабря 1948 года. После смерти Георгия Димитрова в 1949 году было решено «сделать руководство партией более коллективным», а также переименовать пост лидера партии в должность первого секретаря, однако решением от 8 ноября 1950 года звание генерального секретаря было восстановлено.
В период правления Тодора Живкова название должности вновь меняется на пост первого секретаря, в этот раз на последующие 27 лет, до 1981 года.
| Руководитель     | Срок полномочий                 | Название должности                                               |
| ---------------- | ------------------------------- | ---------------------------------------------------------------- |
| Димитр Благоев   | 1919 — 7 мая 1924               |                                                                  |
| Васил Коларов    | 1924—1933                       |                                                                  |
| Георгий Димитров | 1933 — 2 июля 1949              | генеральный секретарь (с 27 декабря 1948)                        |
| Вылко Червенков  | 15 июля 1949 — 26 января 1954   | первый секретарь (до 8 ноября 1950), затем генеральный секретарь |
| Тодор Живков     | 4 марта 1954 — 10 ноября 1989   | первый секретарь (до 4 апреля 1981), затем генеральный секретарь |
| Пётр Младенов    | 10 ноября 1989 — 2 февраля 1990 | генеральный секретарь                                            |
| Александр Лилов  | 2 февраля 1990 — 3 апреля 1990  | председатель                                                     |

### Другие известные коммунисты
- Никола Вапцаров
- Цола Драгойчева
- Иван Караиванов